# 尼曼
尼曼（英語：Nemain）是凯尔特神话中的命运与战争的三位女神之一，人们经常将她与摩莉甘和玛查相提并论。她的名字象征着“恶毒”与“恐怖”，尼曼和姐妹们有时化作年轻貌美的女子，有时又变身为黑乌鸦盘旋在硝烟弥漫的空中。相传，她与玛查一样，曾嫁与达努神族领袖努阿达为妻。
她是三位女神中背景故事最少的一位，在达努神族与深海巨人族之间的第二次大战中，与丈夫努阿达，以及玛查一同阵亡。后来转世成为亚瑟王传说中出现的湖中妖女之一的尼妙（Nimue），尼妙的前世就是尼曼。
尼曼是主司“恐怖”与“杀戮”的战争女神，与并肩作战的姐妹摩莉甘与玛查共同组成芭一波卡赫（Badhbh Cath）。只要她化身为洗衣妇时，就意味着末日即将来临。库赫兰在最后一战时，就看见一名洗衣妇在池塘边一边搓洗着成堆的血衣，一边号啕大哭。